# Myriopteris notholaenoides
Myriopteris notholaenoides är en kantbräkenväxtart som först beskrevs av Nicaise Augustin Desvaux, och fick sitt nu gällande namn av Grusz och Windham. Myriopteris notholaenoides ingår i släktet Myriopteris och familjen Pteridaceae. Inga underarter finns listade.